# Nils Torvalds
Nils Torvalds (ur. 7 sierpnia 1945 w Tammisaari) – fiński dziennikarz i polityk, członek mniejszości szwedzkojęzycznej, deputowany do Parlamentu Europejskiego VII, VIII i IX kadencji.

## Życiorys
Jego ojciec Ole Torvalds był poetą, jego syn Linus Torvalds został programistą.
Nils Torvalds w 1982 rozpoczął pracę dziennikarską w szwedzkojęzycznym kanale telewizyjnym Yle Fem. Był m.in. korespondentem w Moskwie i Waszyngtonie. Publikował książki poświęcone Rosji i ZSRR. Od lat 60. był aktywistą Komunistycznej Partii Finlandii, w 1982 wszedł w skład jej komitetu centralnego. W późniejszych latach odchodził od poglądów komunistycznych. Zaangażował się w działalność Szwedzkiej Partii Ludowej, w 2007 został jednym z wiceprzewodniczących tej partii, a w 2008 z jej ramienia wszedł w skład rady miejskiej w Helsinkach.
W wyborach europejskich w 2009 bez powodzenia kandydował z listy SFP do Parlamentu Europejskiego VII kadencji. Mandat europosła objął w 2012, kiedy to zastąpił Carla Haglunda powołanego na urząd ministra. W PE przystąpił do frakcji Porozumienia Liberałów i Demokratów na rzecz Europy. W 2014 i 2019 z powodzeniem ubiegał się o reelekcję.
W 2018 był kandydatem Szwedzkiej Partii Ludowej w wyborach prezydenckich. W pierwszej turze głosowania otrzymał 1,5% głosów, zajmując ostatnie miejsce wśród 8 kandydatów.